# Jolene Anderson
Jolene Nancy Anderson (ur. 22 sierpnia 1986 w Superior) – amerykańska koszykarka grająca na pozycji rzucającej, obecnie zawodniczka włoskiego Reyeru Wenecja.
Jest liderką wszech czasów zespołu NCAA – Wisconsin Badgers w liczbie zdobytych punktów (2138).

## Osiągnięcia
NCAA
- Koszykarka Roku Konferencji Big 10 (2008)[1]
- Laureatka Frances Pomeroy Naismith Award (2008)[1]
- Liderka strzelców konferencji Big 10 (2007)[2]
- Zaliczona do składu Kodak/WBCA District IV All-American (2007)[3]

Drużynowe
- Mistrzyni Włoch (2014–2016, 2018)
- Wicemistrzyni Włoch (2017)
- Zdobywczyni:
  - Superpucharu Włoch (2013–2017)
  - Pucharu Włoch (2014–2015, 2017, 2018)
- Finalistka pucharu:
  - Polski (2012)
  - Włoch (2016)
- Uczestniczka rozgrywek:
  - Euroligi (2008–2010, 2011/12, 2013–2016)
  - Eurocup (TOP 16 – 2012/13)

Indywidualne
- MVP:
  - Pucharu Włoch (2017)
  - Superpucharu Włoch (2016)
- Uczestniczka meczu gwiazd:
  - PLKK (2012)[4]
  - ligi tureckiej (2011)[5]
- Liderka strzelczyń ligi tureckiej (2011)

Reprezentacja
Na podstawie, o ile nie zaznaczono inaczej.
- Mistrzyni:
  - świata:
    - U–19 (2005)[7]
    - U–21 (2007)

  - Ameryki U–20 (2006)